# Linsluxation
Linsluxation innebär att linsen i ögat är förskjuten från sitt egentliga läge. Detta har skett genom att zonulatrådarna som sitter fast mellan linsen och ciliarmuskeln på något ställe har släppt, vilket leder till att linsen dislokaliseras. Linsluxation är bland annat ett av symptomen vid Marfans syndrom, där linsen oftast åker uppåt, då zonulatrådarna nedåt i ögat släppt.